# Parmigianino
Girolamo Francesco Maria Mazzola (Parma, 11 de janeiro de 1503 — Casalmaggiore, 24 de agosto de 1540), mais conhecido por Parmigianino (que significa "pequeno parmesão") ou ainda Parmigiano, foi um proeminente pintor italiano do maneirismo, tendo atuado em Florença, Roma e Bolonha, além da cidade natal.

## Biografia
Era o oitavo filho de Filippo Mazzola e Maria ser de di Guglielmo. Seu pai morreu de peste dois anos depois de seu nascimento, e os meninos foram criados pelos tios, Pier Ilario Filippo e Michele Mazzola, modestos pintores provincianos. Estes receberam uma encomenda de Nicolo Zangrandini para a decoração da capela de São João Evangelista, em 1515, trabalho que foi concluído pelo jovem Parmigianino. Aos 18 anos de idade já havia completado o Casamento de Catarina para o retábulo de Santa Maria, em Bardi. Em 1521 foi enviado a Viadana (junto com o pintor Girolamo Bedoli, que veio depois a se casar com sua prima), a fim de escapar das guerras entre as tropas francesas, imperiais e papais. Em Viadana pintou dois painéis em têmpera, com destaque para o São Francisco da igreja de Frati de' Zoccoli, e o Casamento Místico de Santa Catarina para a de São Pedro. Trabalhou ainda com Correggio, que naquele momento realizava seu grande ciclo de afrescos em Parma.
Mudando-se para Roma, em 1524, conhece a obra de Michelangelo e Rafael Sanzio, que lhe influem decisivamente. Nesta cidade sabe-se que tomou parte das tertúlias que ocorriam em casa de Paolo Valdambrini, secretário do Papa Clemente VII, às quais acorriam Rosso Florentino, Perino de Vaga e Giulio Romano. Entre as obras deste período destacam-se A Visão de São Gerônimo (1525), Casamento Místico de Santa Catarina e o Retrato de Lorenzo Cybo (todos do mesmo ano).
Depois do saque de Roma em 1527, instalou-se em Bolonha e posteriormente em Parma, onde passou os últimos anos de sua vida atormentado pelos constantes requerimentos do capítulo da igreja de Steccata, que exigia-lhe a conclusão dos afrescos que lhe haviam sido encomendados em 1531.
Encarcerado por conta das dívidas, conseguiu fugir para Casalmaggiore. Ali, enquanto tratava de resolver seus problemas com uso da alquimia, morreu com apenas 37 anos.

## Obra e estilo

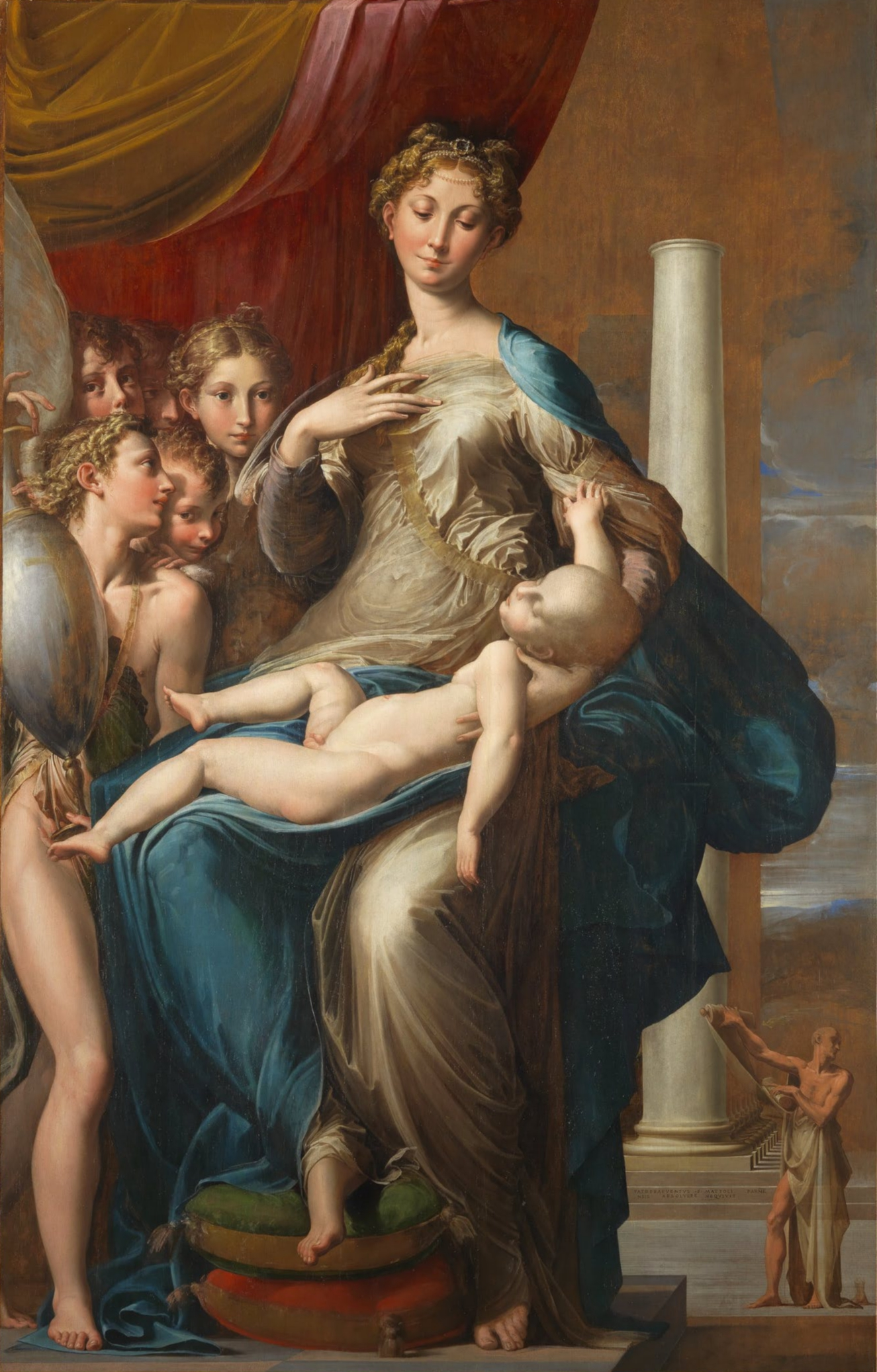
Madona com Longo Pescoço, 1535-1540, óleo sobre tábua, 214 x 133 cm, Galeria degli Uffizi, Florença

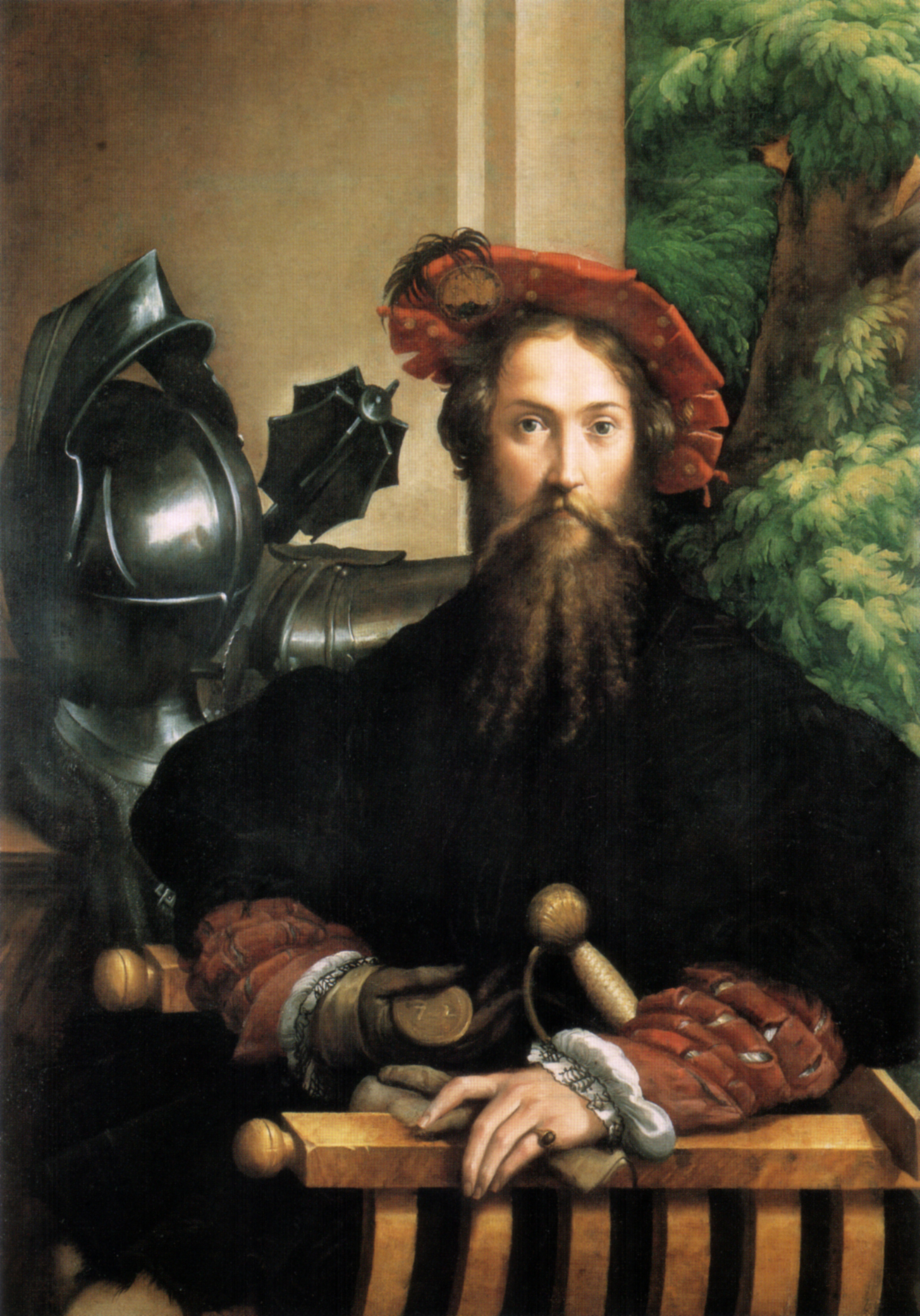
Gian Galeazzo Sanvitale

A importância de sua obra supera amplamente as poucas obras que hoje existeme. Entre estas contam-se A Conversão de São Paulo, de 1527, A Virgem da Rosa (1529), A Virgem com Longo Pescoço (c. de 1535 - imagem), o Auto-retrato diante do espelho côncavo, a Escrava Turca e a Antea.
Sua obra e personalidade se afirmam em contato com o primeiro maneirismo toscano, e através das obras dos grandes mestres Rafael e Michelangelo, conseguindo traduzir de forma original os modelos do Renascimento com uma orientação já plenamente maneiristas. Para ele, a função da arte era transmitir sensações estranhas e excitantes, para o que teria de criar um necessário artificialismo. Assimilaria de Correggio o classicismo, convertendo-o em maneirismo, mantendo o ilusionismo do primeiro, mas traduzindo-o em modelos mais decorativos e com maior vitalidade das formas.
No "Casamento de Santa Catarina, de 1521, há uma rebuscada elegância nas formas e uma composição onde todas as figuras giram ao redor do pedestal da Virgem, um corpo geométrico que vai repetir-se deliberadamente em toda a composição, inclusive o marco arquitetônico aparece em formato semicilíndrico.
A Visão de São Jerônimo, realizada depois de sua chegada a Roma e depois de conhecer as obras de Rafael e Michelangelo, é uma obra que resume todas essas experiências. A dimensão de seus personagens e sua expansividade forma são inspiradas no segundo, mas a energia própria do mestre é reduzida e substituída pela elegância. Há grandiosidade nas aparências e dignidade na representação do tema, ainda que pareça haver se evaporado todo o sentimento especificamente cristão. Esta representação ilustra a atitude das crenças da Roma sob Clemente VII, virtualmente indiferente aos valores tradicionais da devoção cristã, para quem os símbolos religiosos e o dogma só possuíam uma dimensão estética.
Nas obras posteriores à sua estadia romana manterá o ar elegante e em certos momentos majestoso, tendo cada vez mais uma beleza abstrata e uma graça artificial.
O Museu do Prado possui três obras suas: uma Sagrada Família, que pertencera ao escultor Pompeo Leoni, um pequeno busto de Santa Bárbara e o Retrato do Conde de San Secondo. O retrato de sua esposa é considerado de qualidade inferior, possível obra de ajudantes, se bem que seja bem interessante por estar acompanhada dos filhos de ambos.